# Kromme Aar
De Kromme Aar is een veenriviertje dat stroomt door de Coupépolder ten noorden van Alphen aan den Rijn.

## Geschiedenis
Rond het jaar 1000 na Christus bestond dit gebied nog uit moeras, veen op een onderlaag van klei en zand. In de latere middeleeuwen passeerden er schepen met turf uit Aarlanderveen.
In de jaren zestig is in het stroomgebied van de Kromme Aar de Zegerplas gegraven, ten behoeve van de zandwinning voor de nieuwbouwwijken van Alphen aan den Rijn. De klei en het veen die boven op de zandlaag lagen, zijn verspreid over het omliggende gebied.
Langs de Kromme Aar zijn verschillende landschapstypen aanwezig, die kenmerkend zijn voor de omgeving: elzenbroekbos, rietland en grasland. De Kromme Aar is een bijzonder vogelrijk gebied, er broeden rond de vijftig soorten vogels en er ligt een ooievaarsdorp langs het riviertje.

## Vaarinformatie
Tussen de Zegerplas en de Oude Rijn is de Kromme Aar ‘gekanaliseerd’. De gemeente Alphen aan den Rijn heeft de smalle watergang verbreed en toegankelijk gemaakt voor recreatievaart en er een ligplaatsvoorziening voor passanten gerealiseerd. Omdat het zicht op de doorgaande scheepvaart op de Oude Rijn, komend vanaf de Kromme Aar, beperkt wordt door de aanwezigheid van bebouwing is besloten tot het aanwijzen van een hoofd- en nevenvaarwater op het kruispunt Oude Rijn - Kromme Aar. Daarbij is de Oude Rijn het hoofdvaarwater geworden.